# Litova Esperanto-Asocio
Litova Esperanto-Asocio (LEA, dosłownie: Litewski Związek Esperanto, lit. Lietuvos esperantininkų sąjunga) – utworzona w 1919 roku, reaktywowana w 1988 roku, organizacja esperantystów litewskich z siedzibą w Kownie Od 1989 roku stowarzyszona ze Światowym Związkiem Esperantystów. 
Główną siedzibą Litova Esperanto-Asocio jest oddział w Kownie, mieszczący się przy ul. Zamenhofa 5. W skład LEA wchodzi również oddział  w Wilnie oraz kluby esperanckie w Wilnie, Kownie, Szawle, Kłajpedzie, Poniewieżu, Połądze, Możejkach, Mariampolu, Jurborku, Poswolu i Wisaginie.
Obecnie (maj 2022) przewodniczącym Litova Esperanto-Asocio jest Povilas Jegorovas.
Oficjalnym organem LEA jest Litova Stelo (dosłownie: Litewska Gwiazda), periodyk ukazujący się regularnie co dwa miesiące. Redakcja Litova Stelo ma siedzibę w Wilnie.
Od 1959 roku, co trzy lata Litova Esperanto-Asocio organizuje międzynarodowe spotkanie esperanckie Baltiaj Esperanto-Tagoj. 